# Mammillaria tonalensis
Mammillaria tonalensis là một loài thực vật có hoa trong họ Cactaceae. Loài này được D.R. Hunt mô tả khoa học đầu tiên năm 1979.